# Catedral de Livorno
La catedral de San Francisco (en italiano: cattedrale di San Francesco) es el principal lugar de culto católico de Livorno, Italia, y la iglesia principal de la diócesis de Livorno. Se encuentra en la Piazza Grande, en el centro de la ciudad pentagonal construida por órdenes de los Médici en el siglo XVI.

## Historia

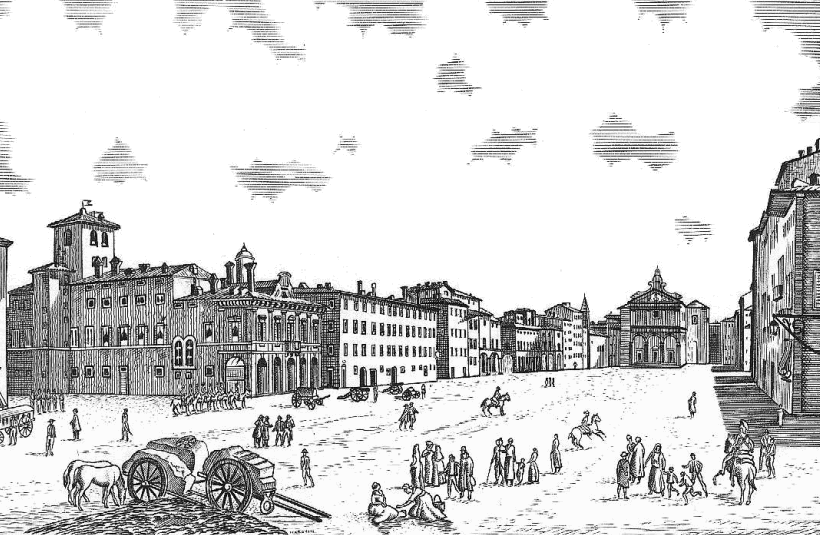
Antiguo grabado con la Piazza Grande y la catedral.

En el proyecto de la nueva ciudad de Livorno elaborado por Bernardo Buontalenti predominaban las obras de carácter militar y las relacionadas con el fortalecimiento de las estructuras portuarias, pero a finales del siglo XVI empezaron también las obras para dotar a Livorno de una gran plaza de armas, la futura Piazza Grande, y de una «nueva iglesia» que cerraría uno de los lados de esta plaza.
Las obras se iniciaron sobre la base del diseño de Buontalenti, pero el proyecto pronto sufrió modificaciones. Entre finales del siglo XVI y principios del XVII, las obras del edificio continuaron bajo la dirección de Alessandro Pieroni y Antonio Cantagallina y en la primera década del siglo XVII la iglesia fue consagrada y dedicada a Santa María, San Francisco y Santa Julia.
En 1629, por petición del gran duque Fernando II, el papa Urbano VII le concedió el título de Insigne Collegiata y su párroco fue sustituido por un preboste que tenía las funciones de vicario del arzobispo de Pisa y de primer dignatario eclesiástico de la ciudad.

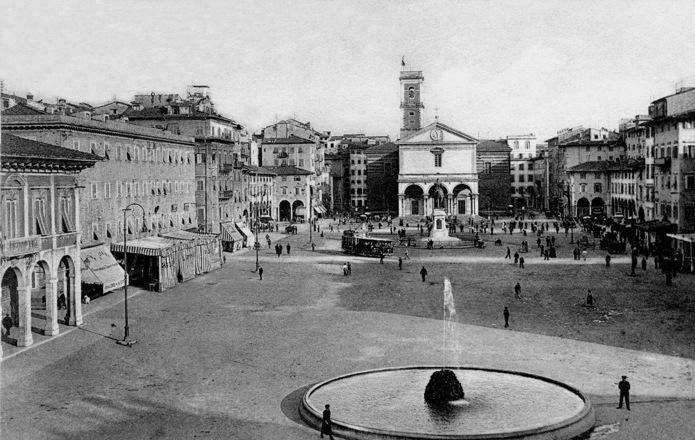
La catedral al inicio del.

En el siglo XVIII la iglesia fue ampliada añadiendo dos capillas laterales, que transformaron la planta rectangular en una cruz latina. En 1806 se convirtió en Cattedrale. Posteriormente, en 1817, según el proyecto de Gaspero Pampaloni, se añadió el campanario de planta cuadrada en sustitución de la espadaña del siglo XVII.
Tras los bombardeos aéreos de 1943-1944, la catedral fue destruida y solo se salvó el muro perimetral de la derecha y la capilla del baptisterio. Tras la construcción del Palazzo Grande y otros edificios, la plaza conservó poco de su aspecto originario, mientras que la iglesia fue reconstruida a expensas del Estado, intentando reconstruir, aunque de manera simplificada y aproximada, las estructuras originarias y los componentes del mobiliario. Entre las modificaciones que se realizaron en la reconstrucción se encuentra el nuevo diseño de la exedra colocada detrás del ábside y la adición de pórticos a los dos brazos del transepto. La catedral fue consagrada solemnemente el 20 de diciembre de 1953 por el obispo Giovanni Piccioni.

## Descripción

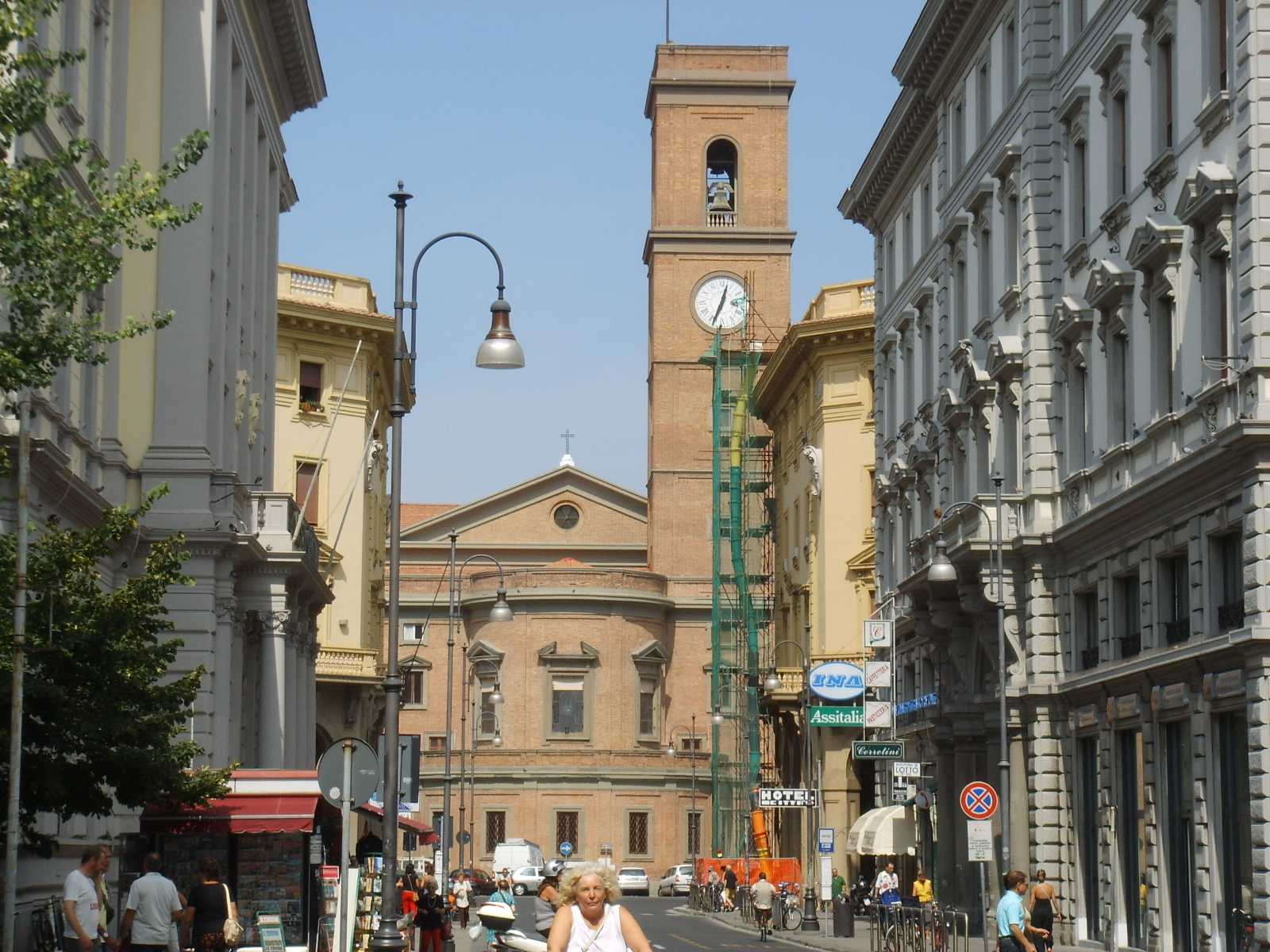
La parte trasera de la catedral.

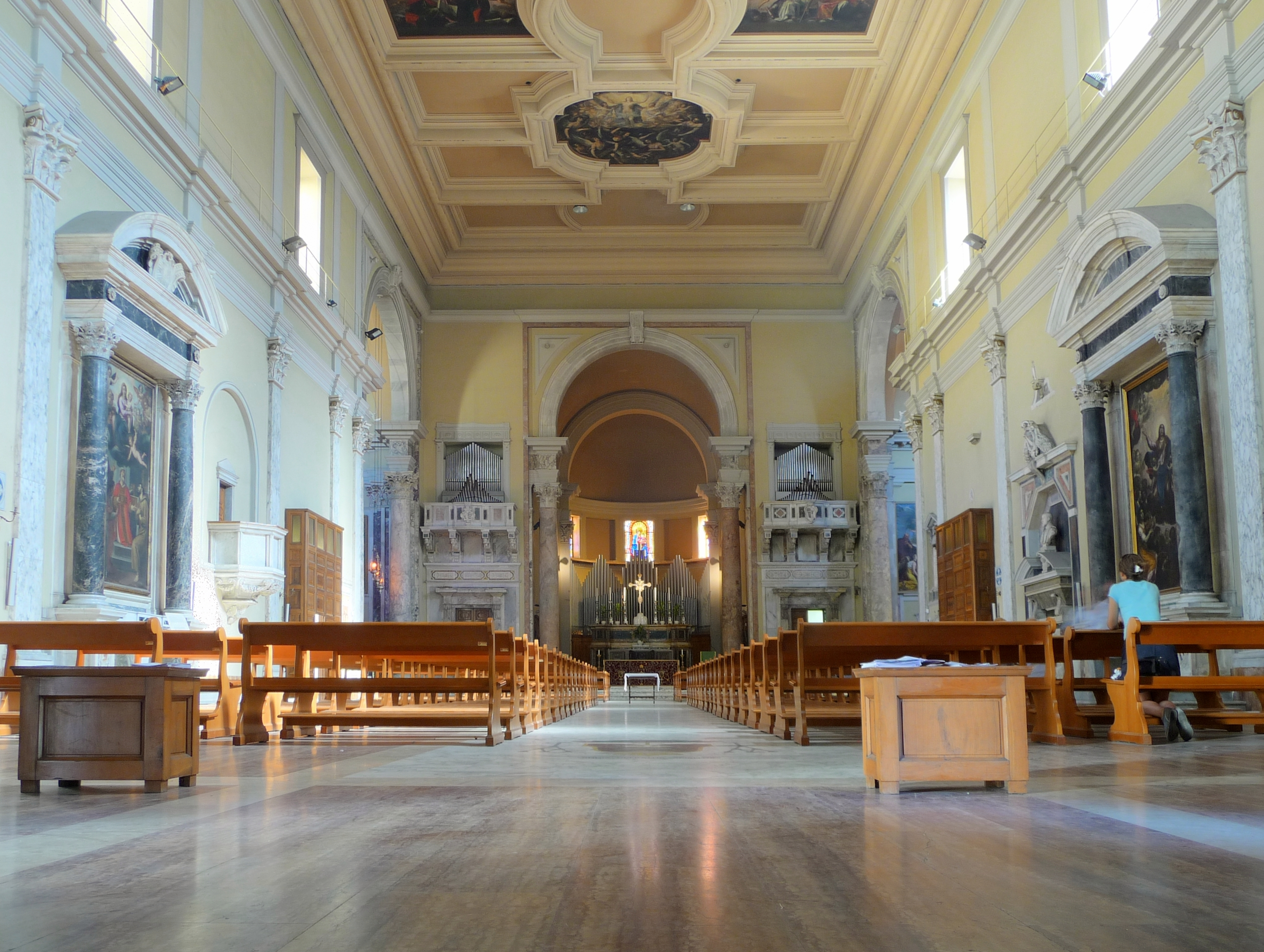
Interior.

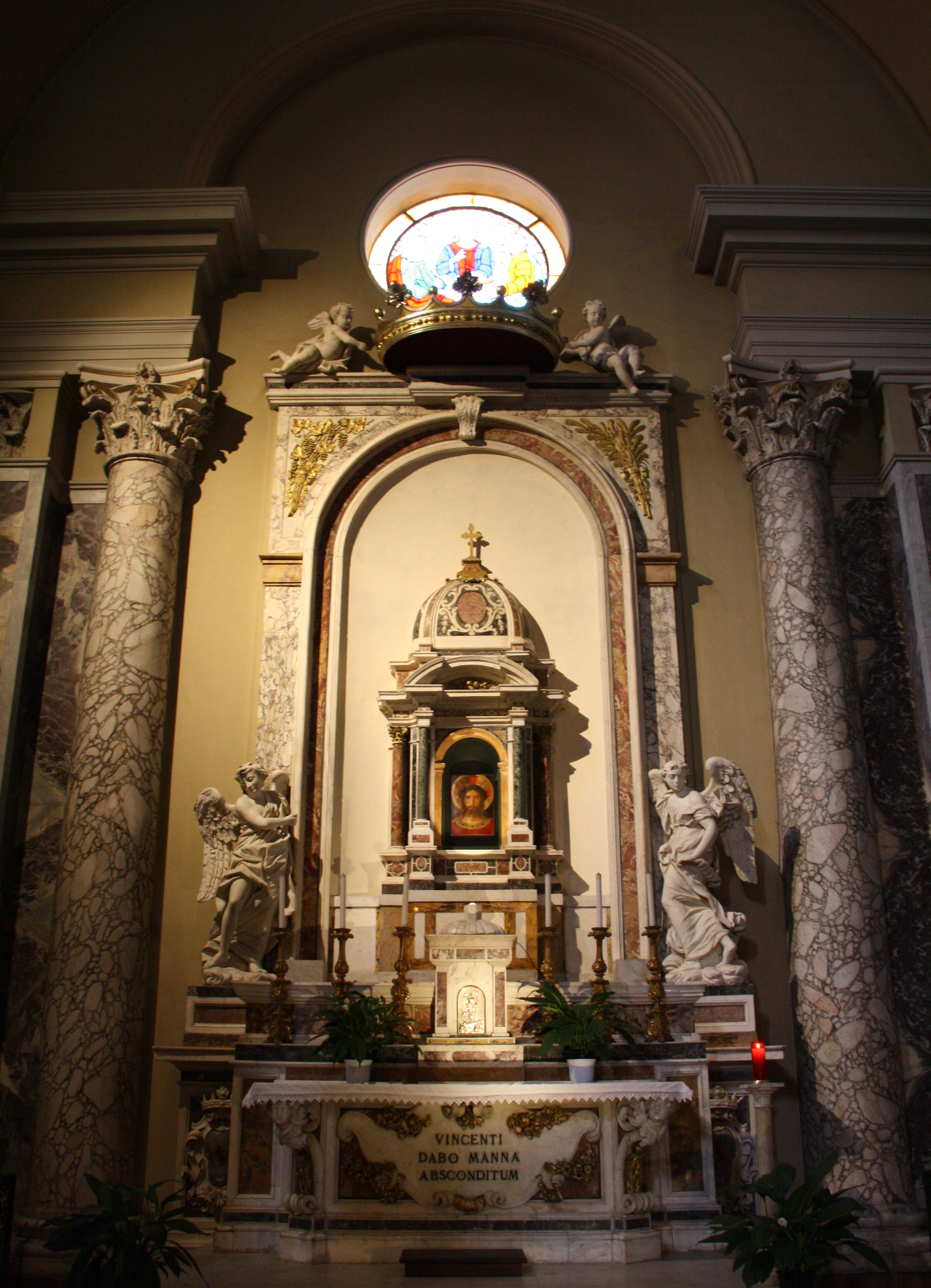
El altar del Santísimo Sacramento, atribuido al taller de Baratta.

La fachada, completamente reconstruida, presenta un pórtico con arcos de medio punto, que algunas guías históricas, por su elegancia, atribuyen a Íñigo Jones, el padre de la arquitectura renacentista inglesa. En la posguerra se añadieron otros dos pórticos más pequeños delante de las fachadas del transepto, mientras que la zona del ábside, ya modificada en las primeras décadas del siglo XX añadiendo una fuente, fue transformada completamente con la construcción de una gran exedra flanqueada por el campanario reconstruido, de unos cincuenta metros de altura.
El interior es a cruz latina, debido a la presencia de las capillas laterales: a la izquierda la del Santísimo Sacramento, iniciada en 1716 según el proyecto de Giovanni del Fantasia y decorada con frescos por Giuseppe Maria Terreni, que tiene un altar atribuido al taller de Giovanni Baratta; y a la derecha la de la Concepción de María, de 1727, decorada posteriormente con pinturas de Luigi Ademollo, desde la cual se puede acceder al baptisterio. Los frescos de ambas capillas se perdieron durante la Segunda Guerra Mundial.
La nave estaba cubierta originalmente por un valioso techo de madera tallada y dorada realizado entre 1610 y 1614; en él había siete cuadros, salvados de los bombardeos y recolocados en una estructura muy simplificada, pero que repropone la repartición del espacio de la obra originaria.
Entre 1619 y 1623, Jacopo Ligozzi, Domenico Cresti llamado il Passignano, y Jacopo Chimenti llamado l'Empoli realizaron tres grandes cuadros que representan a San Francisco recibiendo el Niño de la Virgen, la Asunción de la Virgen y la Apoteosis de Santa Julia. A sus ayudantes se encargó la ejecución de los cuatro lienzos menores.
En la entrada de la iglesia se colocó el monumento fúnebre a Marco Alessandro del Borro, gobernador de Livorno, obra del siglo XVIII de Giovan Battista Foggini, gravemente dañado por los bombardeos. A poca distancia, a lo largo de la pared derecha, se encuentra el monumento sepulcral de Carlo Ginori, que fue gobernador de Livorno a mediados del siglo XVIII.
En ocasión de los eventos relacionados con el bicentenario de la diócesis de Livorno (2006) se colocó en la catedral el Cristo coronado de espinas de Fra Angélico (en la Capilla del Santísimo Sacramento) y se instaló una puerta monumental en la fachada, obra de Antonio Vinciguerra, en la cual están representados los episodios más significativos de la historia de Livorno y de su iglesia. En el curso del año 2008, tras producirse episodios de deterioro, se erigieron barandillas alrededor de los pórticos laterales de la catedral.
En la catedral se encuentra el órgano Mascioni opus 804, construido en 1961. El instrumento, a transmisión eléctrica, se articula en cuarenta y cuatro registros y está dispuesto en tres cuerpos distintos, ubicados sobre los dos antiguos coros, a ambos lados del ábside, y en este último, detrás del altar mayor. La consolle tiene tres teclados de 61 notas cada uno y un pedalero cóncavo-radial de 32 notas.